# هاونگ پائین
هاونگ پائین یک روستا در ایران است که در دهستان باقران واقع شده‌است. این روستا در زبان محلی به هاونان معروف است. هاونگ پائین ۹۷ نفر جمعیت دارد و نام دهیار آن محمدحسین هاونگی است.